# Communauté de communes du Haut Pays Bigouden

Ancien logo de l'intercommunalité.

La communauté de communes du Haut Pays Bigouden est une communauté de communes française, située dans le département du Finistère, en région Bretagne.

## Histoire
La communauté de communes du Haut Pays Bigouden est créée par arrêté préfectoral le 28 décembre 1993. Elle regroupe les communes du nord du pays bigouden traditionnel, à l'exception de Gourlizon, appartenant historiquement au pays glazik.

## Territoire communautaire

### Géographie
Située dans le sud-ouest  du département du Finistère, la communauté de communes du Haut Pays Bigouden regroupe 10 communes et s'étend sur 211,1 km2.

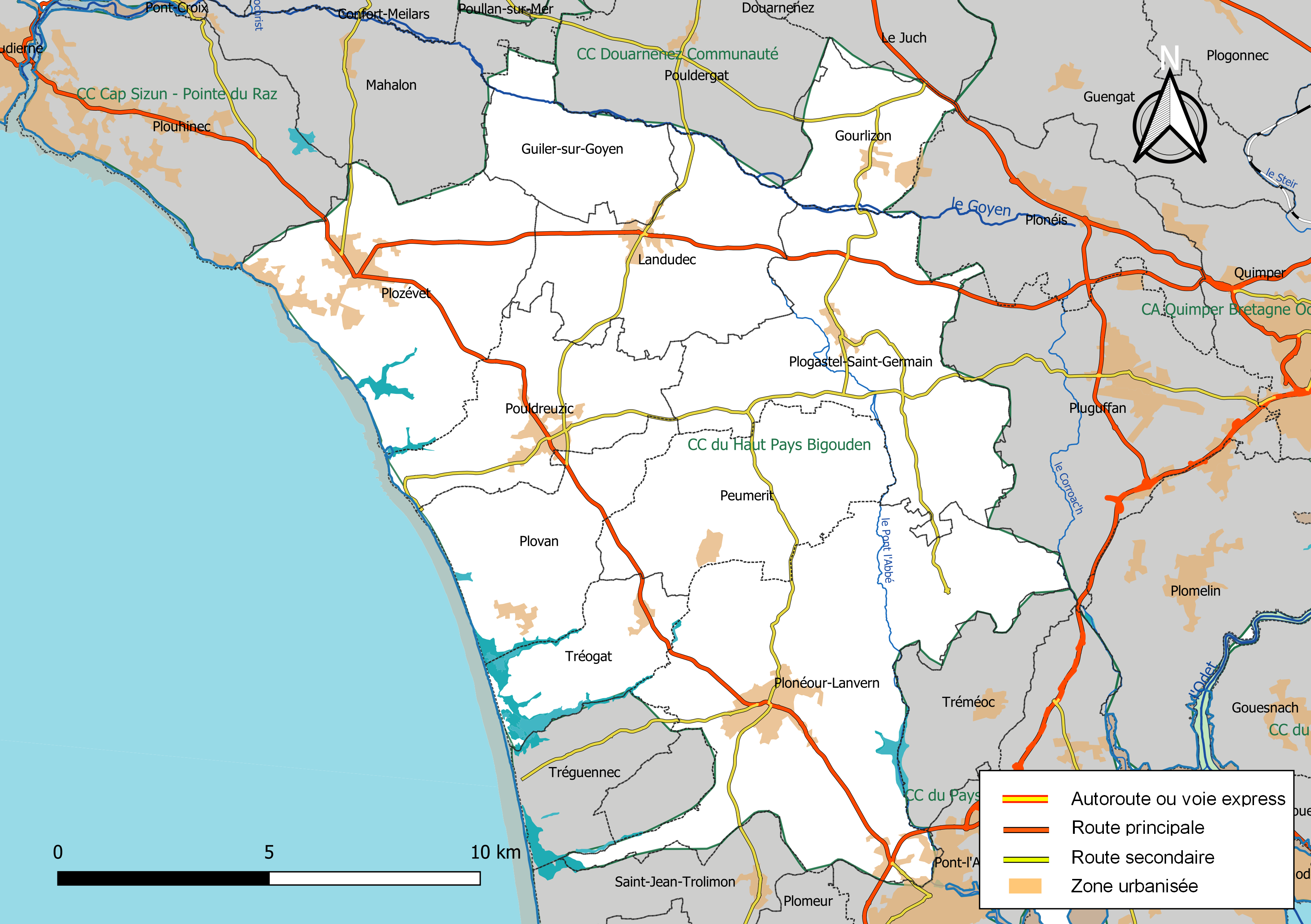
Carte de la communauté de communes du Haut Pays Bigouden au 1er janvier 2019.

### Composition

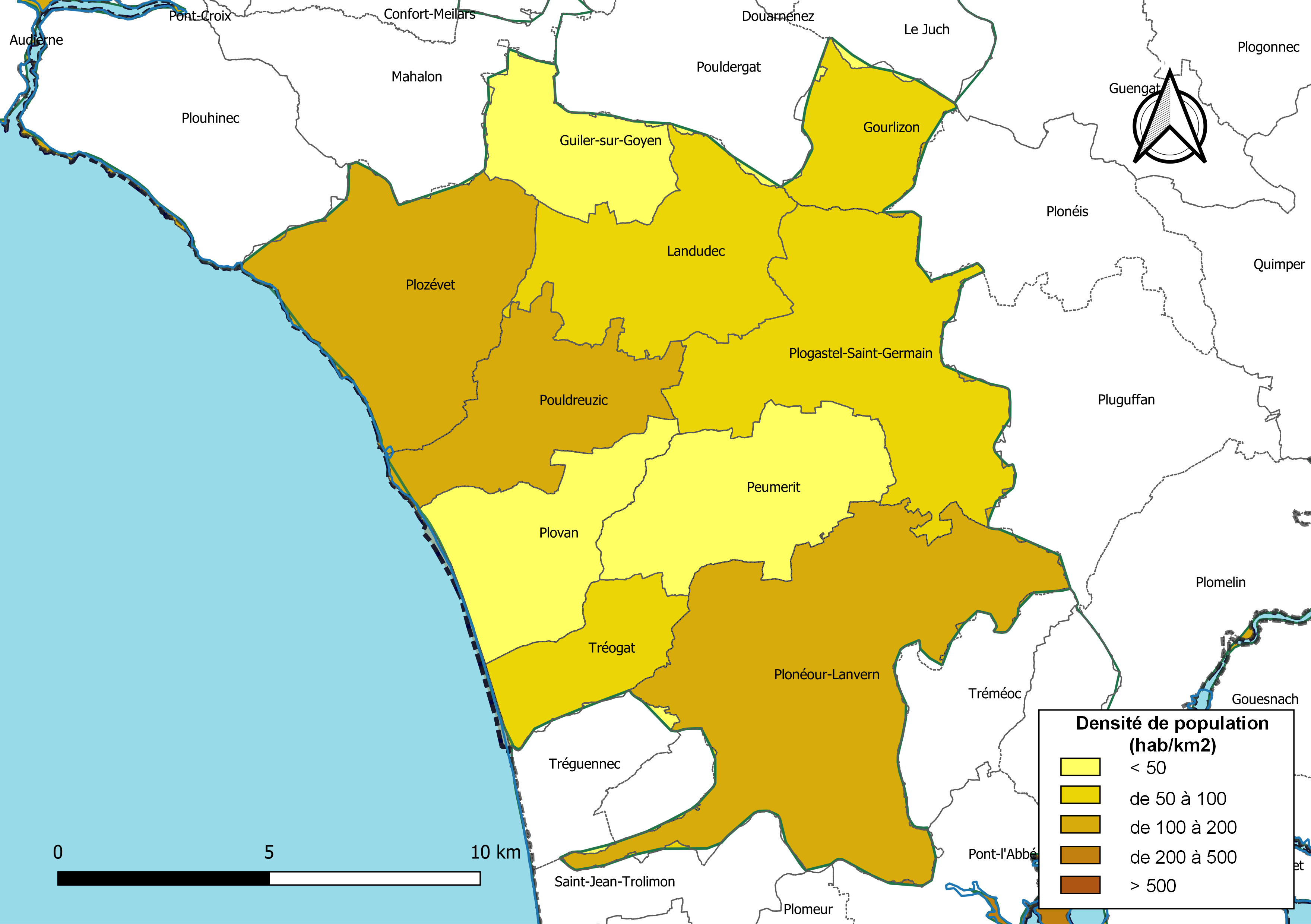
Carte des densités de population (millésimée 2016) des communes de la communauté de communes du Haut Pays Bigouden. Composition en communes au 1er janvier 2019.

La communauté de communes est composée des 10 communes suivantes :

| Nom                     | Code Insee | Gentilé        | Superficie (km2) | Population (dernière pop. légale) | Densité (hab./km2) |
| ----------------------- | ---------- | -------------- | ---------------- | --------------------------------- | ------------------ |
| Pouldreuzic (siège)     | 29225      | Pouldreuzicois | 16,75            | 2 128 (2022)                      | 127                |
| Gourlizon               | 29065      | Gourlizonnais  | 9,91             | 950 (2022)                        | 96                 |
| Guiler-sur-Goyen        | 29070      | Guilériens     | 11,25            | 521 (2022)                        | 46                 |
| Landudec                | 29108      | Landudécois    | 20,56            | 1 477 (2022)                      | 72                 |
| Peumerit                | 29159      | Peumeritois    | 19,59            | 903 (2022)                        | 46                 |
| Plogastel-Saint-Germain | 29167      | Plogastellois  | 31,39            | 2 016 (2022)                      | 64                 |
| Plonéour-Lanvern        | 29174      | Plonéouristes  | 48,91            | 6 403 (2022)                      | 131                |
| Plovan                  | 29214      | Plovanais      | 15,75            | 682 (2022)                        | 43                 |
| Plozévet                | 29215      | Plozévétiens   | 27,18            | 2 963 (2022)                      | 109                |
| Tréogat                 | 29298      | Tréogatais     | 9,85             | 579 (2022)                        | 59                 |

### Patrimoine
Ce territoire est doté d'un très riche patrimoine naturel, culturel, bâti, artistique.
L'ensemble des richesses du territoire est valorisé par l'office de tourisme du Haut Pays Bigouden.
Le patrimoine religieux du Haut Pays Bigouden est très riche. Le nombre très important de ce type de patrimoine témoigne d’une activité humaine intense au début du XIXe siècle sur le territoire, la pêche et l’agriculture étaient en effet les deux activités les plus importantes.
- Les églises du Haut Pays Bigouden :
  - L’église Saint-Connely à Gourlizon
  - L'église Saint Pierre à Plogastel Saint Germain
  - L’église Saint-Justin à Guiler-sur-Goyen
  - L’église paroissiale Saint-Tudec à Landudec
  - L’église Saint-Anouarn à Peumerit
  - L’église Saint-Eneour à Plonéour-Lanvern
  - L’église Saint-Gorgon - Saint-Gorgan à Plovan
  - L’église paroissiale à Plozévet
  - L’église Saint-Faron à Pouldreuzic
  - L’église Saint-Boscat à  Tréogat
- Les chapelles du Haut Pays Bigouden :
  - À Plonéour lanvern :
    - La chapelle Saint-Philibert
    - La chapelle de Languivoa

  - À Plozévet :
    - La chapelle de la Trinité
    - La chapelle Saint-Démet
    - La chapelle Saint-Ronan

## Administration
| Période        | Période        | Identité          | Étiquette | Qualité                                                                     |
| -------------- | -------------- | ----------------- | --------- | --------------------------------------------------------------------------- |
| décembre 1993  | octobre 2004   | Ambroise Guellec  | UDF       | Maire de Pouldreuzic (1979 → 2008)                                          |
| octobre 2004   | septembre 2017 | Michel Canévet    | AC-UDI    | Maire de Plonéour-Lanvern (1992 → 2017) Sénateur du Finistère (depuis 2014) |
| septembre 2017 | juillet 2020   | Pierre Plouzennec | PS        | Maire de Plozévet (2001 → 2020)                                             |
| juillet 2020   | En cours       | Josiane Kerloc'h  | UDI       | Maire de Plonéour-Lanvern (depuis 2017)                                     |